# Pinacoteca Municipal de Bauru
A Pinacoteca Municipal de Bauru é um museu de arte localizado na cidade de Bauru, no interior do estado de São Paulo, Brasil.

## História
Fundada em 14 de maio de 2014 através da Lei Municipal 6.697 na gestão do prefeito Rodrigo Antonio de Agostinho Mendonça, a Pinacoteca foi instalada provisóriamente na Casa Ponce Paz. Está submetida ao Departamento de Proteção ao Patrimônio Cultural da Secretaria Municipal de Cultura da cidade de Bauru.